# PGC 66072
LEDA/PGC 66072 ist eine linsenförmige Galaxie vom Hubble-Typ S0 im Sternbild Indianer am Südsternhimmel und ist schätzungsweise 354 Millionen Lichtjahre von der Milchstraße entfernt. Sie gilt als Mitglied der dreizehn Galaxien zählenden NGC 7038-Gruppe (LGG 441), ist dafür jedoch zu weit entfernt.